# Nicolaus Falck
Niels Nicolaus Falck (født 25. november 1784, død 11. maj 1850) var en dansk jurist og historiker.

## Opvækst og karriere
Niels Falck blev født i Emmerlev nær Vesterhavet nord for Højer og var eneste søn af en velstående gårdmand, som i sin første ungdom havde faret til søs. Han kom først i huset hos forskellige præster på øen Sild og i Hellevad, derpå i Haderslev Skole, hvorefter han kom til universitetet i Kiel. Her studerede han teologi og filologi, blev teologisk kandidat og dr. phil. 1808.
Han var huslærer hos grev Adam Gottlob Ditlev Moltke på Nütschau for dennes søn, den senere bekendte dansksindede statsmand Carl Moltke. Greven, som var en særdeles dannet og kundskabsrig mand, fortrolig ven af Carsten Niebuhr og andre, rådede Falck til at studere jura; 1809 tog han juridisk eksamen med udmærkelse. Han tog derefter til København, blev i 1810 kancellist i det slesvig-holstenske kancelli og året efter kontorchef i et af dets sekretariater. Han studerede dansk litteratur, historie og statsret og tænkte på at søge ansættelse ved det nye universitet i Norge. I stedet for ansattes han fra 1. maj 1813 som professor juris i Kiel, særlig i Hertugdømmernes og den almindelige tyske ret.
Falcks virksomhed i Kiel, der strakte sig over en hel menneskealder, har fra først til sidst en dobbelt, en lærd og en politisk side; i begge var den af gennemgribende indflydelse.

## Forfattervirksomhed
Hans lærdom var omfattende, grundig og behersket af en ægte videnskabelig sans; den var desuden forbundet med en sjælden flid og arbejdsevne. Foruden sin omfattende universitetsgerning overkom han derfor en næsten utrolig forfattervirksomhed, især i spredte afhandlinger. Iøjnefaldende er især rækken af tidsskrifter, som han udgav og for en væsentlig del selv fyldte. Allerede 1815 var han med til at grundlægge Kieler Blätter, der efterfulgtes af Kieler Beiträge (til 1821) og væsentlig indeholdt hans og Friedrich Christoph Dahlmanns politiske udtalelser om Hertugdømmernes forhold. 1819 udgav han 1. bind af Sammlungen zur nähern Kunde des Vaterlandes, som fulgtes af 2 bind til og indeholdt talrige oplysninger og aktstykker til Hertugdømmernes indre historie. Fra 1821 af begyndte endelig rækken af de 25 tykke bind: Staatsbürgerliches Magazin mit besonderer Rücksicht auf die Herzogthümer, i 3 rækker, til 1847. Dertil kom udgaver af ældre forfattere (Blasius Eckenbergers oversættelse af Jyske Lov, Anton Heimreichs Nordfrisische Chronik, Andreas Hojers Friedrich IV glorwürdigstes Leben og mere) og ældre afhandlinger (Sammlung der wichtigsten Abhandlungen etc. in den Schleswig-Holsteinische Anzeigen, 6 bind). Endelig hans Juristische Encyclopädie, der udkom i 5 udgaver (1821-52) og blev brugt ved flere universiteter, og det store, ufuldendte værk: Handbuch des schleswig-holsteinischen Privatrechts (5 bind, 1825-48). Det faldt som af sig selv, at han fra begyndelsen af og til sin død så vel var præsident for det i 1833 stiftede Selskab for Hertugdømmernes Historie som direktør for det året efter grundlagte Selskab til Oldsagers Opbevaring i Kiel.
Formålet for denne forfattervirksomhed er først og fremmest oplysningen af Hertugdømmernes retsforhold og retshistorie, men dernæst af deres historie i videste forstand.
Håndbogen i privatretten giver i virkeligheden en omfattende retshistorie, men blev uheldigvis ikke fuldendt; talløse afhandlinger supplerer den i alle retninger og giver et broget billede af de mangeartede forhold, som Hertugdømmernes ejendommelige udvikling havde medført.
Falcks interesse strakte sig fra de største og mest gennemgribende spørgsmål i statsretten til de mest specielle tilfælde i kommunernes forvaltning og fortidens skattevæsen. I den henseende indeholder hans bøger og tidsskrifter et uvurderligt skatkammer for alle tider, da han endnu havde den fulde og umiddelbare forståelse af forhold og tilstande, hvis århundreder gamle kontinuitet senere er blevet så fuldstændig afbrudt. Ved siden heraf samlede han, selv og ved andre, et rigt materiale til landenes lokalhistorie: topografi og statistik, tilfældige minder, aktstykker af enhver art og oplysende notitser om skikke og lignende og fremkaldte udarbejdelsen af historiske afhandlinger, der dog sjældent gik ud over det stedbundne og nærliggende.
Endelig fandtes der talrige indlæg i tidens mere praktiske spørgsmål på det "statsborgerlige" område, lovgivningen, statshusholdning og alle offentlige indretninger.
Når der til trods for dette rige indhold ikke blot er noget tungt og provinsielt, men også noget ufuldstændig og utilfredsstillende i så meget af dette forfatterskab, så ligger grunden dertil dels i det mangelfulde materiale, som biblioteket i Kiel og Hertugdømmernes andre samlinger frembød, mens deres og monarkiets arkiver i København kun i ringe grad blev benyttede, dels i selve det disharmoniske emne, de to Hertugdømmers grundforskellige ret, nationalitet og hele historie, der ikke måtte fremdrages og stilles i sit rette lys, men tværtimod skulle trænges tilbage og tvinges ind under en uhistorisk og derfor interesseløs enhed.

## Politiske holdninger
I den henseende fik da også Falcks politiske forfatterskab sin store indflydelse både på det juridiske og det historiske. Falck var ingenlunde fjendsk imod Danmark og dansk historie; hans modersmål var jo dansk og han arbejdede meget og ufortrødent på at overføre alt, hvad der fremkom i dansk litteratur af betydning for den politiske og borgerlige udvikling, på tysk til praktisk brug i Hertugdømmerne; i hans Magazin findes der mangfoldige afhandlinger af Christian Georg Nathan David og andre samtidige forfattere, oversatte af Falck. Når han i sin oversættelse af Carl Ferdinand Allens håndbog i Danmarks historie foretog en række vilkårlige forandringer i slesvig-holstensk retning, var det ganske vist et stort litterært misgreb; men hans hæderlige karakter synes ikke at berettige en tvivl om, at han herved på sin vis handlede i god tro. Han tog også tidlig (1816) ordet for indførelsen af dansk rets- og forretningssprog i Nordslesvig.
Men ved siden af holdt han på Hertugdømmernes formenlige ret til en selvstændig forfatning og en uafhængig politisk udvikling ved siden af Kongeriget. Han stod i den henseende i skarp modsætning til sin kollega Christian Paulsen, der optrådte så bestemt for Slesvigs nationale og statsretlige særforhold til det øvrige Danmark. For så vidt som modsætningen mellem disse to mænd var mere end en rent individuel, er det mærkeligt at iagttage, at Paulsen havde medbragt sine stærke danske sympatier fra et tysktalende hjem i Flensborg, mens den dansktalende bondesøn Falck endnu som gammel mand fandt tilknytningspunkter for sin slesvig-holstenske tankegang i sin fødeegns gottorpske kongehad; han fortæller om sine bysbørns minder fra 1700-tallet, da det gjaldt om i onde tider at bevare troskabet mod den fordrevne hertugslægt, mens alle traditioner i Flensborg pegede tilbage på borgernes hengivenhed for Danmarks konger.
Falck vaklede længe i sin opfattelse af tronfølgen for Hertugdømmernes vedkommende, ligesom han var usikker over for spørgsmålet om disses ret til en forfatning; han var i det hele fra karakterens side en svag mand, der lod sig bestemme af mere energiske naturer. Betegnende for ham i den henseende er hans holdning i Stænderforsamlingen over for spørgsmålet om indførelse af dansk retssprog i Nordslesvig, som han selv til sin tid havde foreslået, men som nu mødte modstand hos hans partifæller; han fandt da på den mærkelige udvej, at man for at være upartisk (som i Ungarn) kunne indføre latin i stedet for tysk.
Falck blev af kongen valgt til medlem af begge Stænderforsamlinger, fra 1838-44 var han desuden præsident for den slesvigske. Denne plads kunne han dog ingenlunde magte, efter at den egentlige partikamp var brudt løs; ligesom hertugen af Augustenborg påtvang ham sine statsretlige meninger, drev han ham også til den fornærmelige optræden mod Peter Hiort Lorenzen, og da han endda ikke gik vidt nok, genvalgtes han ikke 1846. Oprørets udbrud synes han at have haft vanskeligt ved at forlige sig med, og den påfølgende demokratiske grundlov og lovgivning mishagede ham i høj grad, skønt han lod sig rive med af strømmen og tog sæde i de lovgivende forsamlinger; han søgte forgæves at virke for en mere mådeholden optræden og en oprigtig fred. Ved Slaget ved Fredericia mistede han en søn, og kort efter blev hans kræfter aldeles nedbrudt; han døde 1850.
Falck blev 1832 etatsråd, 1840 Kommandør af Dannebrog.
Hans hustru, Dorothea, født Lorck (født 1790, død 1857) i Flensborg), overlevede ham med 7 børn.
Ved siden af Dahlmann er Falck den slesvig-holstenske bevægelses vigtigste talsmand og forkæmper; mens Dahlmann gav den en almentysk og europæisk baggrund, udformede Falck med sin utrættelige flid dens hjemlige tankegang og smedede dens våben til den senere agitation.